# سد سفيسيفة

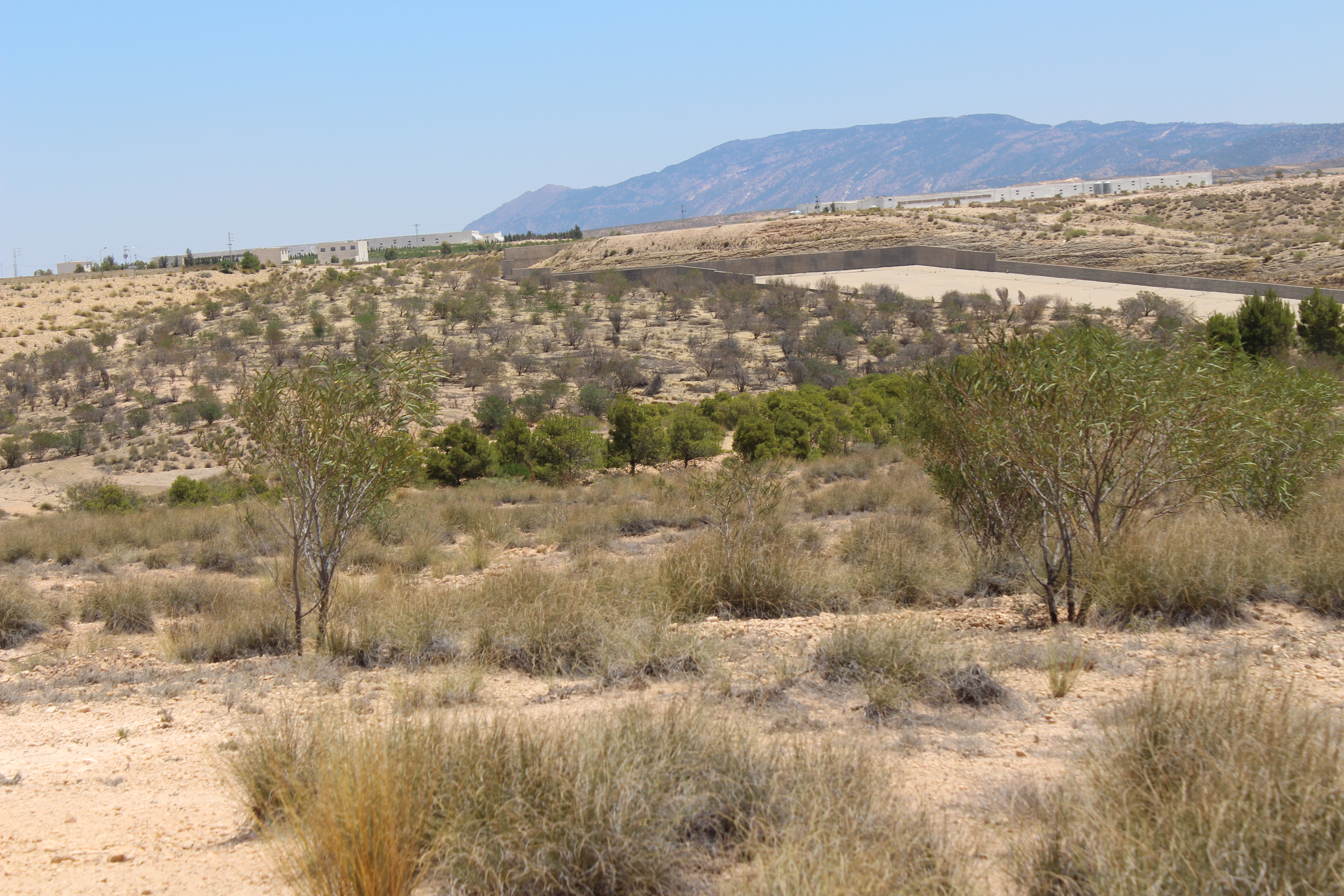
فوائد السد لتغذية المزارع المحيطه به ويقلل من شحة المياه في فصل الصيف

سد سفيسيفة سد تونسي يقع على وادي سفيسيفة، يبعد 15 كلم شمال مدينة سبيطلة، يجمع السد 7،984 مليون متر مكعب من المياه التي يتم استغلالها للزراعة.